# 11265 Hasselmann
11265 Hasselmann eller 1981 EU34 är en asteroid i huvudbältet som upptäcktes den 2 mars 1981 av den amerikanska astronomen Schelte J. Bus vid Siding Spring-observatoriet. Den är uppkallad efter astronomen Pedro Henrique Aragão Hasselmann.
Asteroiden har en diameter på ungefär 2 kilometer.